# Catocala fumosa
Catocala fumosa är en fjärilsart som beskrevs av Benoît Vincent 1913. Catocala fumosa ingår i släktet Catocala och familjen nattflyn. Inga underarter finns listade i Catalogue of Life.